# Silene elisabethae
Silene elisabethae là loài thực vật có hoa thuộc họ Cẩm chướng. Loài này được Jan miêu tả khoa học đầu tiên năm 1832.